# Phialanthus parvifolius
Phialanthus parvifolius är en måreväxtart som beskrevs av Ignatz Urban. Phialanthus parvifolius ingår i släktet Phialanthus och familjen måreväxter. Inga underarter finns listade i Catalogue of Life.